# Serielle Datenübertragung

Parallele und serielle Datenübertragung im Vergleich

Standardzeichenstruktur (7-E-1) für die asynchrone Datenkommunikation, bestehend aus 10 Elementen für ein 7-Bit-ASCII-Zeichen.

Serielle Datenübertragungen übertragen digitale Daten autonom jeweils auf einer Leitung (bzw. auf einem Leitungspaar). Im Gegensatz hierzu werden bei parallelen Datenübertragungen Daten synchron über mehrere Leitungen übertragen. Der grundlegende Unterschied ist, dass man bei seriellen Übertragungen keine Laufzeitunterschiede verschiedener Leitungen berücksichtigen muss, was wesentlich höhere Taktfrequenzen erlaubt.
Der Name seriell assoziiert falsche Vorstellungen, da im Prinzip jede Datenübertragung seriell arbeitet. Ein besserer Name ist bit-serielle Datenübertragung (im Gegensatz zur byte-seriellen Übertragung einer Centronics-Schnittstelle), aber auch dieser Name weckt falsche Assoziationen, da auch bei seriellen Datenübertragungen mehrere Leitungen parallel genutzt werden können (z. B. PCI Express, Gigabit-Ethernet, HDMI) und komplexere Modulationen verwendet werden können, die keine einzelnen Bits mehr kennen (PCI Express, USB 3.0, USB 3.1, SATA, Ethernet ab Fast Ethernet).
Für die seriellen Datenübertragungen sind verschiedene serielle Schnittstellen definiert. Diese umfassen Stecker, Spannungen, Modulationen, verwendete Protokolle sowie Softwareschnittstellen.
Heutzutage kommen bis auf wenige Ausnahmen (DDR-RAM-Anbindung an CPUs sowie Legacy-Schnittstellen) nur noch serielle Datenübertragungen zum Einsatz. Selbst ultraschnelle AD-Wandler benutzen serielle Schnittstellen (mit speziellen Ausgangsschaltungen) zur Ausgabe der gewandelten Daten. Früher (bis in die 1990er Jahre) wurden serielle Schnittstellen für langsamere Datenübertragungen (bis ca. 10 KByte/s) über ggf. längere Distanzen (einige hundert Meter) verwendet, parallele Schnittstellen für schnellere Übertragungen (bis 1 MByte/s) über kürzere Entfernungen.

## Begriffserklärungen
Masse (GND-Verbindungen)
Masseleitungen sind niedrigohmige Verbindungen, die zum Ausgleich von Potentialdifferenzen zweier Endgeräte dienen.
Dazu hat eine Masseleitung wesentlich niedrigohmiger zu sein als die Quellen der Potentialdifferenz, sonst gelingt das nur teilweise.
single-ended (unbalanced)
Bei einer single-ended Übertragung hat der Empfänger als Bezugspotential GND (in der Hoffnung, dass es beim Sender genauso ist). Die Signale werden über Leitungspaare übertragen, die aus Schirm (meist GND) und Innenleiter (z. B. Datenleitung) wie bei Koaxialleitern bestehen. Hier spricht man trotzdem von unbalanced transmission, weil der Schirm den Innenleiter vor äußeren Einflüssen schützt aber nicht umgekehrt.
Differentielle (balanced) Übertragung
Hier wird im Empfänger von 2 gleichwertigen Leitungen das Differenzsignal gebildet um das Nutzsignal zurückzugewinnen. Gleichtaktstörungen heben sich somit heraus. Kleinere Potentialverschiebungen stören nicht die Übertragung.
Asynchron
asynchronen Datenübertragungen übertragen einzelne Datenworte (5 bis 16 bit) jeweils einzeln und unabhängig voneinander. Daraus folgt, dass alle gesendeten Daten Synchronisationsinformationen benötigen (z. B. Start-Bit, Stop-Bit, siehe RS-232). Durch das Startbit wird eine Synchronisation von Sender und Empfänger für ein übertragenes Datenwort erzeugt. Werden mehrere Datenworte nacheinander übertragen, wird jedes Datenwort mit einer eigenen Synchronisationsinformation in Form von Start- und Stop-Bit versehen.
Synchron
Bei der synchronen Datenübertragung werden die Daten in Blocks zusammengefasst und zusammen übertragen. Bei der synchronen Übertragung sind nicht mehr für jedes Datenbyte jeweils einzelne Start-Bits nötig. Die Nutzdaten werden paketorientiert in größeren Blöcken zusammengefasst oder als ein kontinuierlicher Datenstrom übertragen. Die Übertragung wird damit effizienter. Frühe Vertreter dieser Übertragungstechnik waren HDLC und SDLC aus den 1970er Jahren.

## Übertragungsmedien

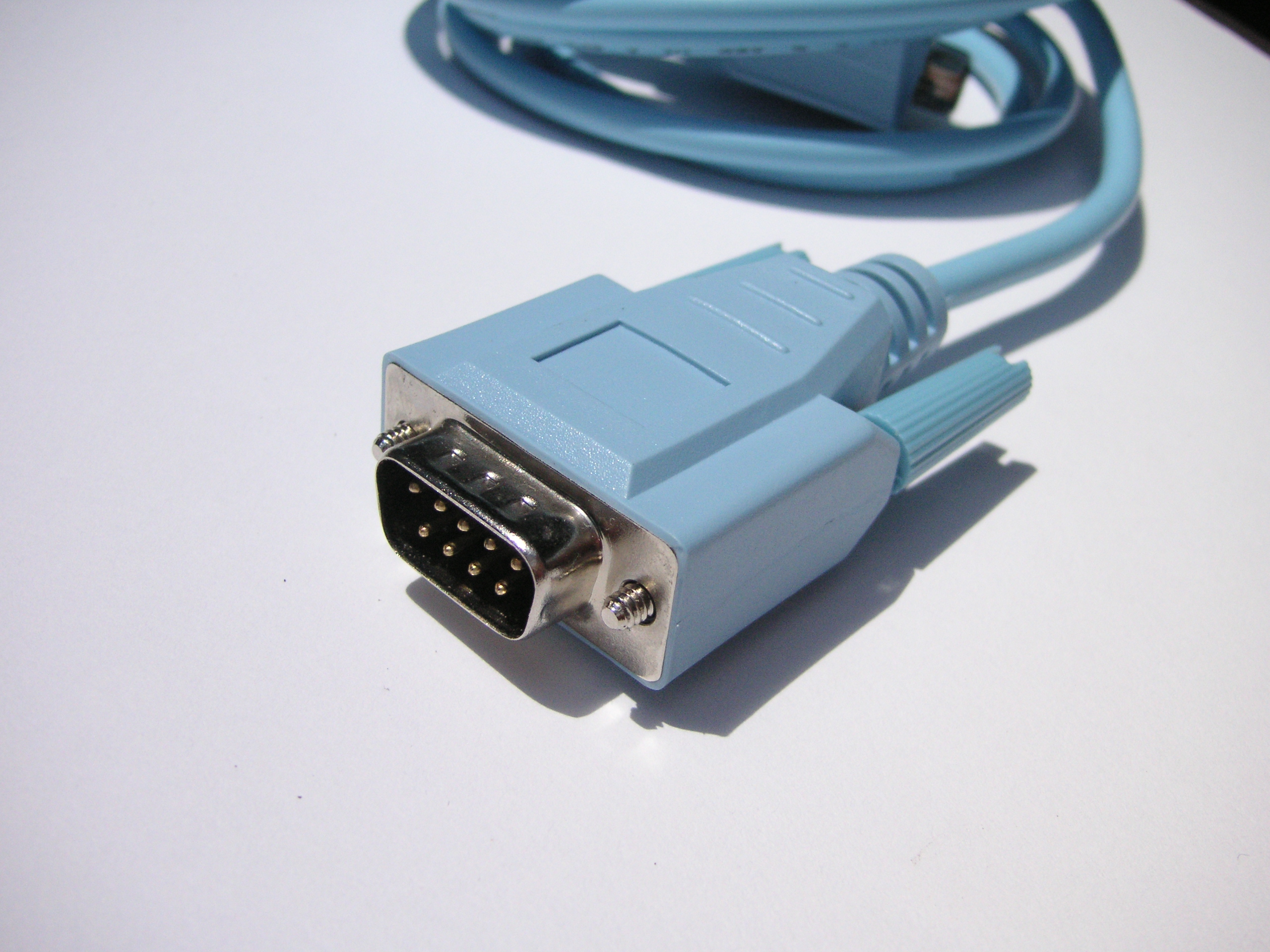
Leitung für die serielle Datenübertragung

Als Medium der seriellen Datenübertragung wird meist eine elektrische Leitung verwendet, ebenso ist aber auch Glasfaser, drahtlose Verbindung (Funkübertragung) oder ein anderes Medium denkbar. Häufig werden auch Daten seriell gespeichert wie z. B. magnetisch bei Magnet-Bändern oder der Festplatte oder optisch bei der CD/DVD (nur ein Kopf pro Plattenoberfläche).
Die serielle Datenübertragung wurde immer dann angewendet, wenn das Übertragungsmedium (z. B. auf möglichst wenig Einzelleiter) begrenzt ist oder einen Kostenfaktor darstellt. Grundsätzlich geht das auf Kosten der Übertragungskapazität. Ist die Übertragungskapazität wichtiger, bot sich früher die parallele Datenübertragung an (siehe auch Bus-Systeme) z. B. PCI-Bus.
Aufgrund der Fortschritte in der Halbleitertechnik gibt es mittlerweile derart schnelle kostengünstige Seriell-Parallelwandler, z. B. UART (Universeller Asynchroner Receiver Transmitter) genannt, dass beispielsweise der Verkabelungsaufwand bei paralleler Datenübertragung immer mehr ins Gewicht fällt. Denn bei immer höheren Übertragungsraten wird es bei der parallelen Datenübertragung immer schwieriger den sogenannten Clock-Skew und das Übersprechen auf die benachbarte Leitung klein genug zu halten.

## Taktversatz
Bei synchroner serieller Datenübertragung kann auf einer Extra-Leitung ein Takt (sog. „Clock“- oder Takt-Signal) gesendet werden, um zu signalisieren, wann ein Bit auf der Datenleitung anliegt. Der Einsatz einer zusätzlichen Leitung kann jedoch zu Problemen führen: Der Taktversatz (englisch clock skew) beschreibt aufgrund nicht identischer Leitungsparameter einen Zeitversatz, welcher die Einzelsignale nicht mehr gleichzeitig am Empfänger ankommen lässt. Es ergeben sich Laufzeitunterschiede, die erst abgewartet werden müssen, bis das nächste Datum übertragen werden kann. Dies begrenzt u. a. die maximal erreichbare Übertragungsrate. Auf Leiterplatten mit hohen Datenraten versucht man durch mäanderförmige Leitungen den Taktversatz zu minimieren. Die Ursachen für den Taktversatz sind i. d. R. physikalischer Natur und hängen unter anderem mit der Leitungslänge, Temperaturschwankungen, Materialfehlern oder kapazitiver Kopplung zusammen.

## Eigenschaften
Im Folgenden werden einige Begriffe oder Merkmale aufgezählt, die grundsätzlich jedem seriellen Übertragungsstandard zuzuordnen sind. Des Weiteren wird zwischen Eigenschaften der physikalischen Schnittstelle Hardware und den Protokollen unterschieden.
- Steckeraufbau, Pin-Belegung
- Differentielle (balanced) Übertragung oder nicht-differentielle Übertragung
- Spannungen, Ströme, Impedanzen, Abschlusswiderstände, Wellenlänge (bei optischen Übertragungen)
- Gleichspannungsanteil, galvanische Trennung
- Unidirektional: Simplex, Bidirektional: Halb-Duplex, Voll-Duplex
- Leitungskodierung bzw. Modulation
- Selbsttaktend oder mit zusätzlichem Taktsignal
- Anzahl der Übertragungskanäle, je Richtung
- Hard- oder Software-Handshake
- Übertragungsfehlerbehandlung: Parität, CRC, Hamming-Distanz etc. (siehe Kodierungstheorie)
- Punkt-zu-Punkt-Verbindung (P2P) oder Multipoint (serieller Bus)
- Arbitrierung: Multimaster oder Masterslave
- Echtzeitfähigkeit: z. B. bei Feldbussen erforderlich
- Bei Datenbussen Arbitrierung: Prioritätensteuerung über Token, CSMA etc.

Es gibt verschiedene Standards zu seriellen Schnittstellen, über die eine serielle Übertragung erfolgen kann.